# Lebia ocelligera
Lebia ocelligera är en skalbaggsart som beskrevs av Bates. Lebia ocelligera ingår i släktet Lebia och familjen jordlöpare. Inga underarter finns listade i Catalogue of Life.